# Altes Landgut

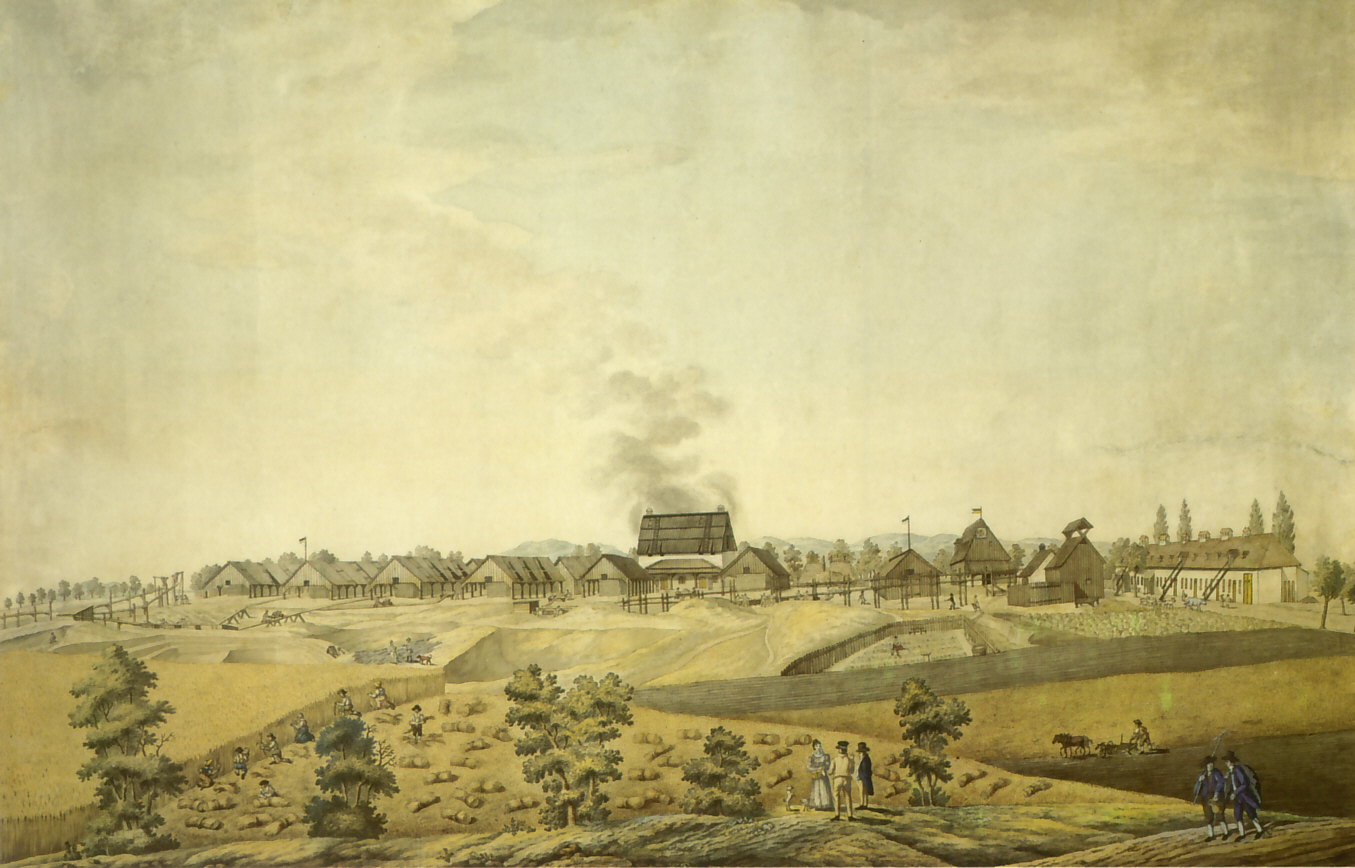
Der Fortifikations-Ziegelschlag um 1815

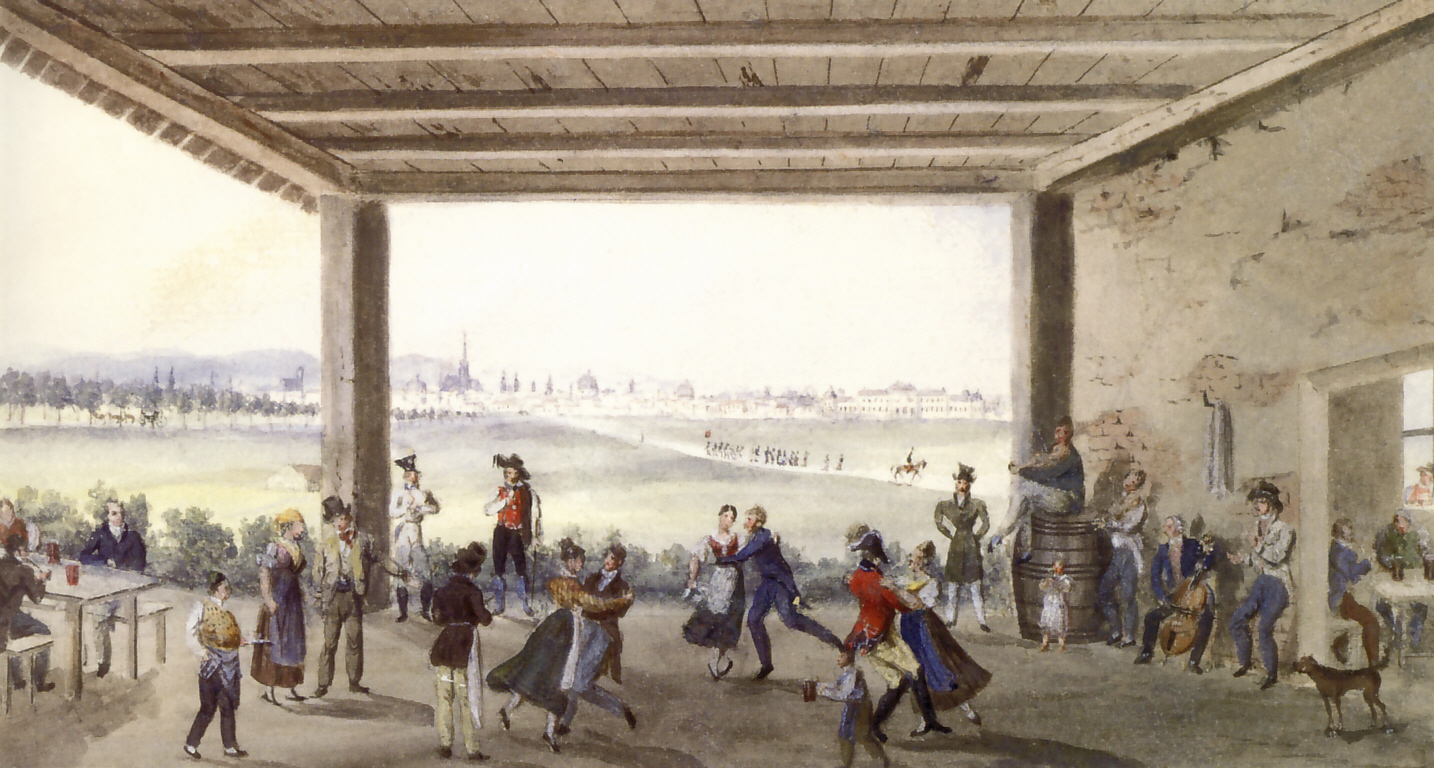
Tanz im Fortifikations-Wirtshaus um 1825, Aquarell von Balthasar Wiegand, Wien Museum

Das Alte Landgut war ein Anwesen im späteren 10. Wiener Gemeindebezirk, Favoriten. Es umfasste in der ersten Hälfte des 19. Jahrhunderts einige der wenigen Gebäude auf den damals noch völlig unverbauten, oft landwirtschaftlich genutzten Hängen des Höhenzuges Wienerberg / Boschberg / Laaer Berg. Die frühere Ziegelei wurde in der Folge für kurze Zeit zum sehr bekannten Vergnügungsetablissement, später teils als Gasthaus, teils als Fabrik genutzt, bevor die Gebäude abgerissen wurden. Die Lage des Betriebes ist nicht identisch mit der am 2. September 2017 eröffneten U-Bahn-Station Altes Landgut und der Autobushaltestelle beim Verteilerkreis Favoriten. Im Mai 2020 wurde von der Stadtverwaltung ein Gemeindebau-Projekt beim Wiener Hauptbahnhof angekündigt und dabei der Projektname Neues Landgut verwendet.

## „Fortifikations-Ziegelschlag“
Der 10. Bezirk entstand 1874 außerhalb des bis zur Jahrhundertwende bestehenden Linienwalls und südlich der Südbahn aus einer Ansiedlung, die mit der Errichtung des ersten Südbahnhofs ab 1838 entstand, 1850 als Teil des 4. Bezirks eingemeindet wurde und 1862 bis 1874 zu den Bezirken 4 und 5 gehörte. Das gesamte übrige Areal an Nord- und Südhang des Wienerberges war damals unverbaut. Dort befanden sich lediglich einige Einzelbauwerke wie die christliche Steinsäule Spinnerin am Kreuz und mehrere Ziegelwerke.
Wegen Ziegelmangels und steigender Baustoffpreise entschloss sich 1802 die k.k. Fortifications Districts Direction, die für militärische Befestigungsanlagen zuständig war, eine heereseigene Ziegelei zu errichten. Dazu erwarb sie vom Inzersdorfer Gutsherrn Peter Joseph de Traux de Wardin (aus luxemburgischem Adel, 1803 von Kaiser Franz II. in den Reichsfreiherrenstand erhoben.) 24,5 Joch (14,1 ha) Ackergrund „in den oberen und mittleren Muhren“ außerhalb des Favoritenlinie genannten Tores im Linienwall. Diese Fläche liegt heute im nach Süden leicht ansteigenden Gebiet südlich des Reumannplatzes. Der Begriff Ziegelschlag stammt von der händischen, handwerklichen Ziegelherstellung mittels Modeln genannter Gussformen.
Die Ziegelei wurde etwa zwischen den heutigen Verkehrsflächen Inzersdorfer Straße, Favoritenstraße, Troststraße und Ettenreichgasse angelegt. Im Gegensatz zu den privaten Ziegelschlägen auf dem Wienerberg war der Fortifikations-Ziegelschlag ein Großbetrieb. Im Zentrum der Anlage befand sich die Ziegelgrube, westlich davon sieben Trockenhütten, die gedeckt, aber an allen Seiten offen waren, zwei Pumpbrunnen, die die Wasserversorgung sicherstellten, und der Doppelziegelofen, der alle anderen Gebäude überragte. Dort waren auch die Brennhäuser und die Arbeiterunterkünfte. Im Norden, an der Stelle der heutigen Inzersdorfer Straße, lag das langgestreckte, etwa 100 m lange Hauptgebäude der Produktionsanlage, in dessen westlichem Gebäudeteil sich das Ziegelofen-Wirtshaus befand.
Die gesamte Anlage hatte die Inzersdorfer Konskriptionsnummer 151, gehörte aber zur Steuergemeinde Wieden und war kirchlich der Pfarre Oberlaa zugehörig. Im Ziegelschlag waren sowohl Soldaten als auch Zivilisten tätig, die hier mit ihren Familien wohnten; das Wirtshaus wurde einem Pächter überlassen. Da sich Pläne zum Bau neuer Befestigungsanlagen für Wien, die ursprünglich zur Gründung des Ziegelschlags geführt hatten, im Laufe der Zeit zerschlugen, trachtete man ab 1829, einen Käufer oder Pächter dafür zu finden, und legte den Ziegelofen still.

Das „W.H Landgut“ in seiner ursprünglichen Umgebung 1872 (Mitte links oben)

## Casino im Landgut
1831 gelang es, einen Pächter für das Anwesen zu finden. Leander Prasch war aber nur an dem weiter geöffneten, gutgehenden Ziegelofen-Wirtshaus interessiert, ließ die Gebäude zur Ziegelproduktion verfallen und kaufte schließlich 1834 günstig das ganze Gelände. Nachdem er schon als Pächter in einem der Trockengebäude eine Kegelbahn eingerichtet hatte, ließ er als nunmehriger Besitzer alle Werksgebäude abtragen und baute unter Einbeziehung des alten Wohn- und Wirtshausgebäudes das neue Casino im Landgut. Damit entsprach er dem damaligen Bedarf an luxuriösen Vergnügungslokalen in Grünlage außerhalb Wiens, wie sie in den 1830er Jahren mehrfach entstanden, zum Beispiel das Tivoli in Meidling, Dommayers Casino in Hietzing, das Colosseum und das Universum in der Brigittenau.
Ausgerichtet war das Lokal auf höhere und vermögende Kreise, die sich im Zuge einer sogenannten Landpartie der Musik- und Tanzunterhaltung widmeten. Es bestand aus einem Restaurationsbetrieb mit einem weitläufigen Sitzgarten und einer charakteristischen Säulenhalle mit überdachtem Obergeschoß im Nordwesten des Gartens. Dort befanden sich eine Loge für das Orchester und die Tanzfläche. Über Stiegen konnte man eine Aussichtsterrasse erreichen, von der sich ein herrlicher Rundblick auf Wien und seine Umgebung eröffnete. Anstelle der Trockenhütten des ehemaligen Ziegelschlags befand sich jetzt eine gigantische Doppelschiffschaukel als Attraktion. Weiters gab es eine Kegelbahn und Billardtische. Ein weiterer Anziehungspunkt war ab 1841 die Südbahn, die vom Gloggnitzer Bahnhof wegfuhr und vom Landgut aus gut beobachtet werden konnte, da man die Rauchsäulen der Dampflokomotiven weithin sah.
Immer wieder wurden Ballfeste unter einem bestimmten Motto veranstaltet, und es spielten laufend führende Musiker, wie Joseph Lanner, Friedrich Fahrbach oder Franz Morelly. Neben Feuerwerken gab es am Abend ein zwei Stock hohes Gerüst in Menschengestalt, das durch Öllämpchen illuminiert war. Leander Praschs Casino im Landgut war eines der führenden Vergnügungsetablissements im Vormärz. Wie die anderen Lokale dieser Art wurde es aber im Betrieb zu aufwändig, und als sich der Publikumsgeschmack wandelte und andere „Sensationen“ lockten, schloss Prasch 1844 sein Etablissement und verkaufte es. Er selbst eröffnete nunmehr auf der Wieden (im späteren 4. Bezirk) ein bald sehr bekanntes Kaffeehaus.

## Das Alte Landgut
1844 kaufte der Gutsbesitzer Laurenz Felser das Lokal und führte es in sparsamerer Form als Gasthof zum Landgut bis 1851. Danach war das Anwesen im Besitz des Spodium-Fabrikanten Eduard Wagner, der das Wirtshaus an der Himberger Straße, der heutigen Favoritenstraße, weiterführte, dahinter aber seinen Betrieb einrichtete, in dem Knochen an der Luft zu Asche verbrannt wurden. In den 1870er Jahren gastierte im Gasthof jeden Mittwoch das bekannte Drexler-Ensemble mit seiner Wiener Musik. Die Spodiumfabrik wurde stillgelegt.
Nach der 1874 erfolgten Bezirksgründung von Favoriten erhielt das Gasthaus die Adresse Himberger Straße 92 (seit 1903: Favoritenstraße 166, Ecke Troststraße). Im Hinterhof entstanden in den 1880er Jahren eine Seifensiederei, eine Sparbutterfabrik und eine Teerfabrik. Ab 1889 befand sich vor dem Wirtshaus zum Landgut die südliche Endstation einer Pferdetramwaylinie; 1900 wurde die Strecke elektrifiziert, 1914 reichte sie im Süden bereits bis zur Donauländebahn und wurde über Jahrzehnte von der Straßenbahnlinie 67 (bzw. 167) befahren, die im Stadtzentrum ihre Endstation an der Ringstraße, bei der Oper, hatte.
1901 erwähnt der Sozialreporter Max Winter die heruntergekommenen Gebäude des Wirtshauses und der dahinterliegenden Fabriken und bezeichnet sie als Beispiel des trostlosen Ambientes im vernachlässigten Arbeiterbezirk. Kurz danach verschwanden sie endgültig. Ein Gasthaus Zum neuen Landgut entstand stattdessen weiter südlich an der Ecke der Favoritenstraße zur Schleiergasse, wurde aber in den 1920er Jahren Gastwirtschaft zum Alten Landgut genannt. Dadurch geriet die Erinnerung an den tatsächlichen Standort des einst berühmten Vergnügungslokals in Vergessenheit. An das Alte Landgut erinnern heute noch die Landgutgasse im nördlichen Favoriten und das Alte Landgut (Verteilerkreis Favoriten), beide relativ weit entfernt vom tatsächlichen Standort des Etablissements. Im nördlichsten Teil Favoritens entsteht in den 2020er Jahren ein Neues Landgut.